# Gare de Belleville-sur-Saône
Pour les articles homonymes, voir gare de Belleville.
La gare de Belleville-sur-Saône est une gare ferroviaire française de la ligne de Paris-Lyon à Marseille-Saint-Charles et de l'ancienne ligne de Belleville à Beaujeu, située à proximité du centre-ville, sur le territoire de la commune de Belleville-en-Beaujolais, dans le département du Rhône, en région Auvergne-Rhône-Alpes.
Elle est mise en service en 1854 par la Compagnie du chemin de fer de Paris à Lyon (PL). C'est une gare voyageurs de la Société nationale des chemins de fer français (SNCF) du réseau TER Auvergne-Rhône-Alpes, desservie par des trains express régionaux. Elle est ouverte au service de Fret SNCF.

## Situation ferroviaire
La gare de Belleville-sur-Saône est une gare de bifurcation située au point kilométrique (PK) 462,657 de la ligne de Paris-Lyon à Marseille-Saint-Charles, entre les gares de Romanèche-Thorins et de Saint-Georges-de-Reneins. Elle est l'origine au PK 0,000 de la courte ligne de Belleville à Beaujeu partiellement déclassée depuis 1990.
Elle est établie à 191 mètres d'altitude.

## Histoire

### Gare PL puis PLM: 1854-1938
La « station de Belleville » est mise en service le 10 juillet 1854 par la Compagnie du chemin de fer de Paris à Lyon (PL), lorsqu'elle ouvre à l'exploitation la section de Chalon (Saint-Côme) à Lyon (Vaise) de sa ligne de Paris à Lyon. Comme toutes les gares intermédiaires d'origine de la ligne, elle comporte un bâtiment voyageurs dû à l'architecte de la Compagnie PL Alexis Cendrier. Il se compose d'un « corps à trois travées avec deux étages et des combles ».
Elle devient une gare de bifurcation en 1869 avec la mise en service de la ligne de Belleville à Beaujeu (ligne d'intérêt local à voie unique) par la compagnie du chemin de fer de Belleville à Beaujeu. Elle s'embranche à l'extrémité nord de la gare.
La « gare de Belleville » figure dans la nomenclature 1911 des gares, stations et haltes, de la Compagnie des chemins de fer de Paris à Lyon et à la Méditerranée (PLM). Elle porte le no 14 de la ligne de Paris à Marseille et à Vintimille (4e Section - Rhône), et le no 1 de la ligne de Belleville à Beaujeu. C'est une gare ouverte au service complet de la Grande Vitesse (GV) et de la Petite Vitesse (PV).

### Gare SNCF depuis 1938
En 2007, d'importants « travaux de remise à niveau des espaces voyageurs » sont réalisés, financés par la région et la SNCF. Ils consistent dans la rénovation des espaces intérieurs et des façades, et la modernisation des équipements des accès et des quais. Le 9 décembre de la même année est mis en place l'horaire cadencé sur les principales lignes de l'étoile de Lyon avec création de trains directs entre Dijon-Ville et Grenoble par diamétralisation de trains Dijon - Lyon et Lyon - Grenoble (un train toutes les heures en semaine).
En juillet 2010, débutent les travaux d'aménagement du pôle d'échanges de la gare dans le cadre du projet de Réseau express de l'aire métropolitaine lyonnaise (Real), financés par la Communauté de communes de Belleville et la SNCF.

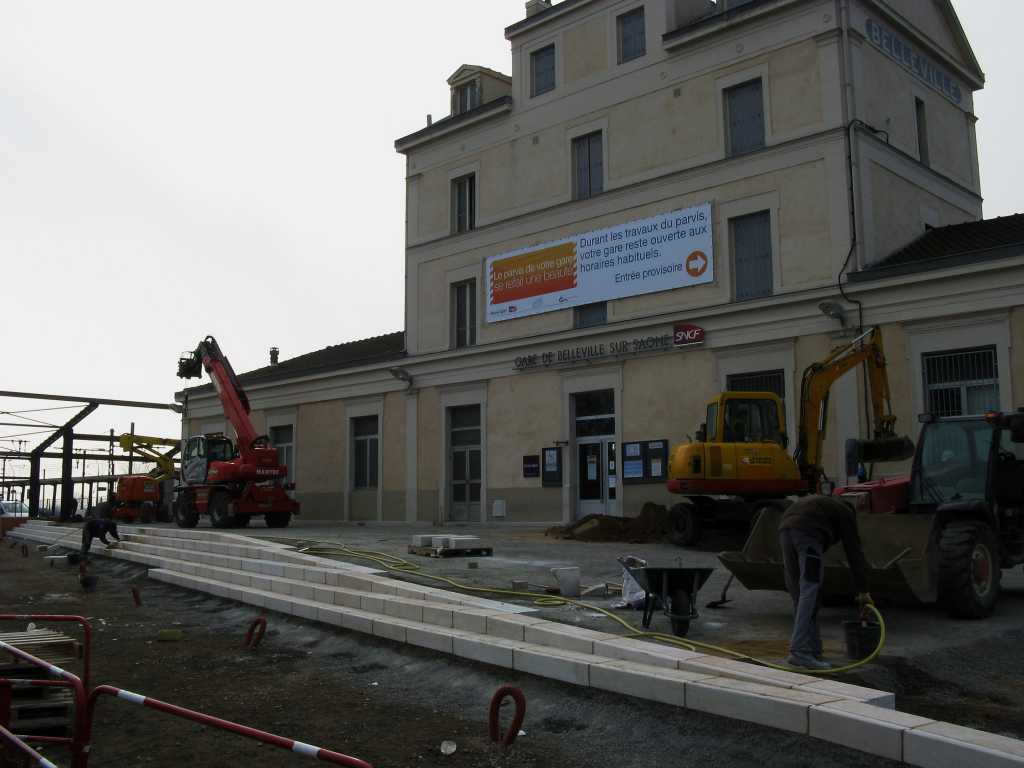
Le parvis en travaux en avril 2011.

En décembre 2011, la diamétralisation des trains de Dijon à Lyon et de Lyon à Grenoble est abandonnée, tandis que des trains directs entre Paris-Bercy et Lyon-Part-Dieu sont mis en place.
La gare est très fréquentée en raison de la proximité de la ville de Lyon. En effet, de nombreux habitants de Belleville et des alentours viennent garer leurs véhicules à proximité de la gare le matin, avant d'y prendre un train pour l'agglomération lyonnaise où ils travaillent. Elle voit sa fréquentation annuelle augmenter de 8 % entre 2011 et 2012 pour atteindre 2 770 voyageurs par jour avec une desserte de 52 trains quotidiens. Le « Pôle d'échange intermodal de Belleville » est inauguré le 10 juin 2013 par les autorités : Jean-François Carenco (préfet de la région Rhône-Alpes), Jean-Jack Queyranne (président du Conseil régional), Danielle Chuzeville (présidente du conseil général du Rhône), Laurence Eymieu (directrice régionale SNCF Rhône-Alpes), Anne Lambusson (directrice régionale de Réseau ferré de France Rhône-Alpes Auvergne), et Eliane Giraud (vice-présidente aux Transports, Déplacements et Infrastructures de la Région).
Les travaux ont consisté à réaliser plusieurs aménagements comprenant la création de 405 places de stationnement, réparties entre le parking ouest (118) et le parking sud (287), le réaménagement du parvis de la gare en un espace de rencontre pour les piétons, l'installation d'un parc collectif fermé de 48 places pour les deux-roues, la rénovation (et l'accessibilité pour les personnes à mobilité réduite) du souterrain entre Belleville et Saint-Jean-d'Ardières, la réhabilitation de l'ancienne halle à marchandises pour une utilisation festive et culturelle, le réaménagement de la voirie pour faciliter la liaison entre la gare et le centre-ville, et l'installation d'un système de vidéosurveillance pour les parkings. Le coût de ces aménagements, réalisés dans le cadre d'un contrat de plan entre l'État et la Région, s’élève à 4 033 000 euros répartis entre le Conseil régional (46 %), la Communauté de communes Beaujolais-Val-de-Saône (44,5 %), et la SNCF (9,5 %).

## Fréquentation
Selon les estimations de la SNCF, la fréquentation annuelle de la gare s'élève aux nombres indiqués dans le tableau ci-dessous.
| Année                      | 2015    | 2016    | 2017    | 2018    | 2019    | 2020    | 2021    | 2022      |
| -------------------------- | ------- | ------- | ------- | ------- | ------- | ------- | ------- | --------- |
| Voyageurs                  | 857 814 | 831 617 | 868 192 | 850 238 | 955 807 | 609 269 | 749 047 | 1 029 985 |
| Voyageurs et non voyageurs | 884 345 | 857 337 | 895 044 | 876 535 | 985 368 | 628 112 | 772 213 | 1 061 840 |

## Service des voyageurs

### Accueil
Gare SNCF, elle dispose d'un bâtiment voyageurs, avec guichets et salle d'attente, ouvert tous les jours. Elle est notamment équipée d'automates pour l'achat de titres de transport.
Une passerelle permet le franchissement des voies et l'accès au quai central.

### Desserte
Belleville-sur-Saône est une gare voyageurs SNCF du réseau TER Auvergne-Rhône-Alpes, desservie par des trains express régionaux des relations de Paris-Bercy (ou Dijon-Ville) à Lyon-Part-Dieu et de Mâcon-Ville à Valence (ou Lyon-Perrache).

### Intermodalité
Elle dispose d'un « pôle d'échanges intermodal » constitué d'un parvis aménagé et réservé aux piétons et aux « modes doux », d'une consigne collective de 48 places destinée aux deux-roues, de 405 places de parking pour les véhicules, réparties sur les parkings ouest et sud, et d'un souterrain, accessible aux personnes à mobilité réduite, permettant la liaison entre Belleville et Saint-Jean-d'Ardières.
Elle est desservie par des cars TER de la ligne de Mâcon-Ville à Lyon-Part-Dieu. La ligne X25 du réseau interurbain Cars Région Express assure la liaison entre Villefranche-sur-Saône et la gare de Mâcon-Loché-TGV via Saint-Georges-de-Reneins, Belleville-sur-Saône et Romanèche-Thorins. Elle l'est également par des cars Région (lignes A13, A14, A20 et A91) et par ceux des cars du Rhône (lignes 117, 234, 234ZI, 235 et 238).

## Service des marchandises
Cette gare est ouverte au service du fret.